# Szkoła doktorska
Szkoła doktorska – zorganizowana forma kształcenia doktorantów, przygotowująca do uzyskania stopnia doktora.
W Polsce szkoły doktorskie funkcjonują począwszy od roku akademickiego 2019/2020, utworzone w miejsce istniejących uprzednio studiów doktoranckich.
Z końcem 2020 roku funkcjonowało w Polsce 145 szkół doktorskich, prowadzonych przez 114 instytucji.